# Antoni Berger

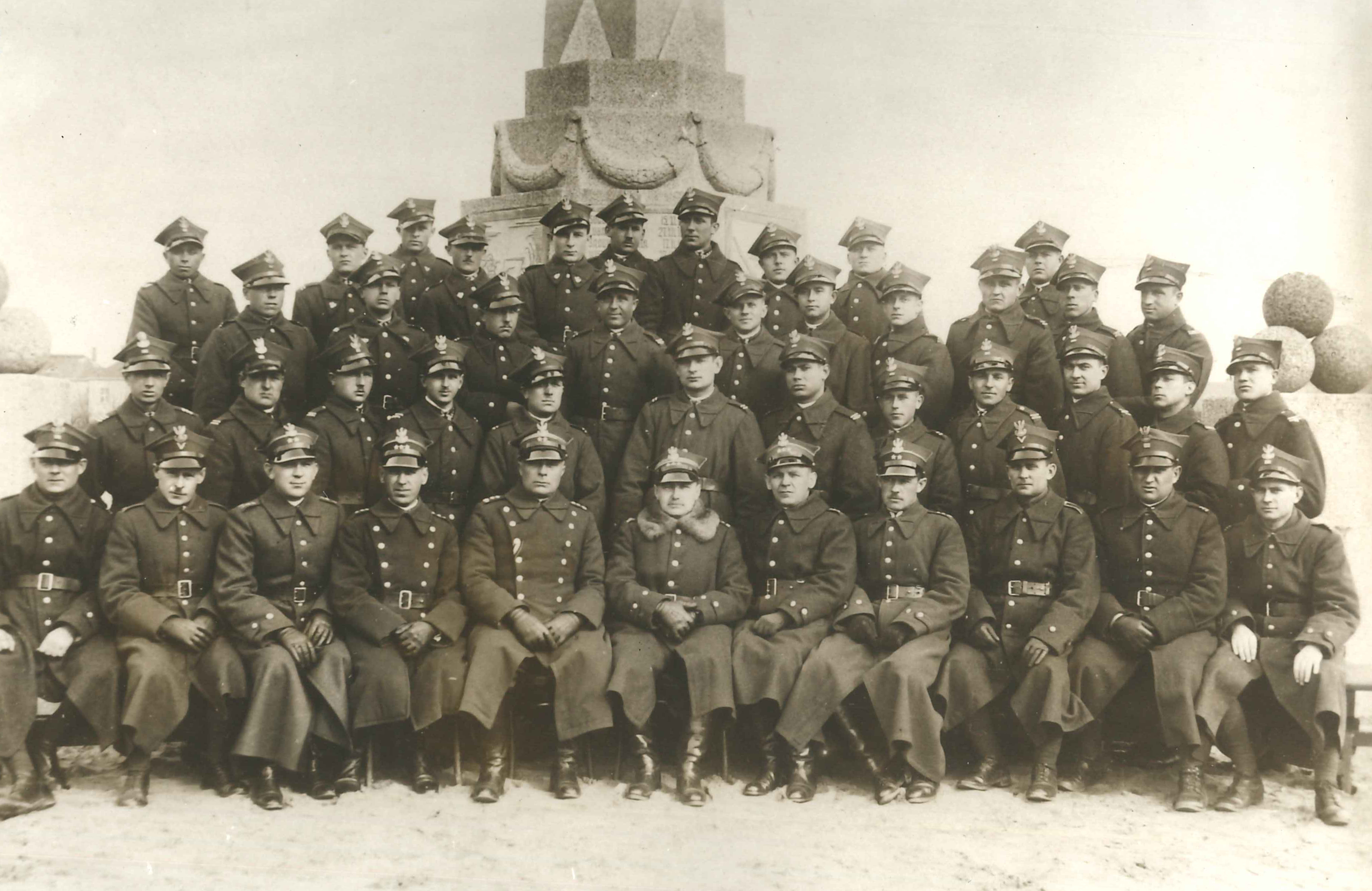
Oficerowie i żołnierze 14 pp (lata 1936-1937). Siedzą od prawej: 4 - por. Lucjan Smolarczyk, 5 - kpt. Ignacy Alejski, 7 - ppłk Franciszek Sudoł, 8 - kpt. Antoni Berger, 9 - por. Mieczysław Kłosiński

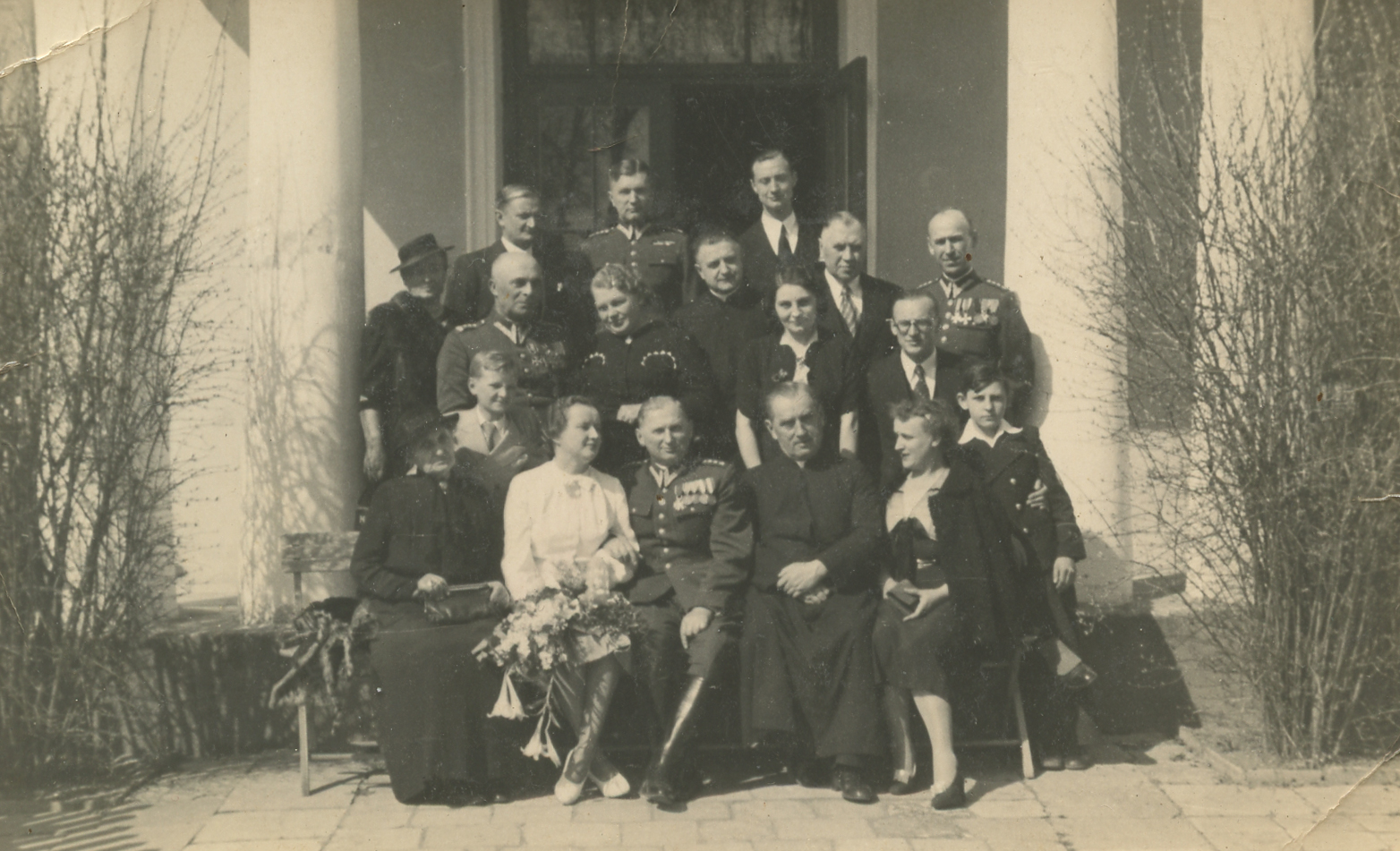
Nieszawa (12.04.1939) - ślub kpt. Jana Fleischmanna z Kazimierą Płoszaj. W środkowym rzędzie pierwszy z lewej stoi płk Franciszek Sudoł (d-ca 14 pp). W trzecim rzędzie pierwszy od prawej stoi kpt. Antoni Berger (adiutant 14pp).

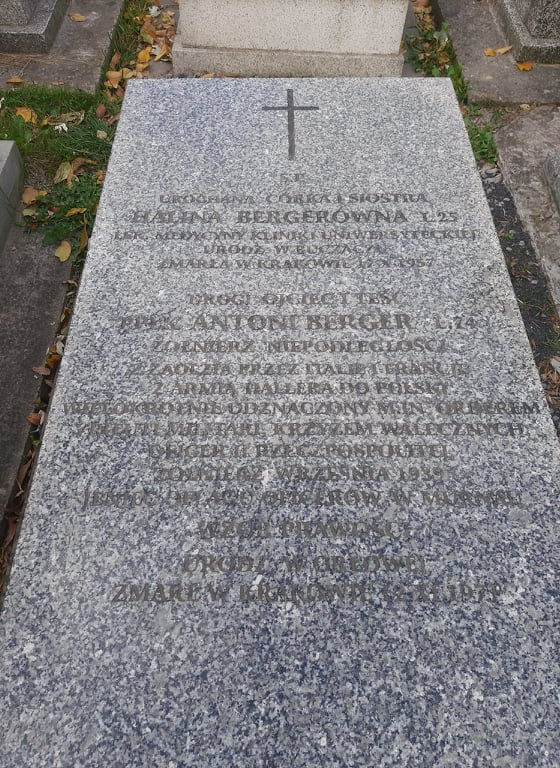
Grób kpt. Antoniego Bergera na cmentarzu Rakowickim w Krakowie

Antoni Berger (ur. 12 listopada 1897, zm. 21 listopada 1971) – kapitan piechoty Wojska Polskiego, kawaler Orderu Virtuti Militari.

## Życiorys
Urodzony w miejscowości Orłowa, syn Jana (sztygara górniczego) i Marii z domu Klimsza, miał troje rodzeństwa. Ukończył pięć klas szkoły powszechnej, a dalszą naukę pobierał w Polskim Gimnazjum Realnym im. Juliusza Słowackiego w Orłowej. Podczas nauki w ósmej klasie, w dniu 1 sierpnia 1916 r., został powołany do armii austro-węgierskiej i wcielony w szeregi 20 pułku piechoty jako jednoroczny ochotnik. W grudniu 1916 roku (podczas urlopu) zdał egzamin dojrzałości uzyskując tzw. maturę wojenną. Uczestniczył w walkach na froncie włoskim, gdzie 20 sierpnia 1917 r. dostał się do włoskiej niewoli, w której przetrzymywany był w obozie Santa Maria Capua Vetere. 
W dniu 4 kwietnia 1918 roku wstąpił ochotniczo do polskiego oddziału sformowanego przy armii włoskiej (Pierwszy Oddział Ochotników Polaków we Włoszech), z którym 1 maja tr. wyruszył na front. Wyróżnił się 24 października 1918 r. w bitwie o Monte Grappa, podczas której jego jednostka otrzymała rozkaz z Dowództwa IV Armii włoskiej zajęcia wysuniętych okopów austriackich na wzgórzu Monte Pertica. Po zakończeniu I wojny światowej zgłosił się do organizowanej na terenie Włoch Armii Polskiej i otrzymał skierowanie do szkoły podchorążych w La Madria di Chivasso, którą ukończył w styczniu 1919 r. Jeszcze w tym samym miesiącu wyjechał do Francji, gdzie otrzymał przydział do 12 Pułku Strzelców Polskich „Błękitnej Armii” gen. Józefa Hallera. W połowie maja 1919 r. wraz z pułkiem (przemianowanym wkrótce na 54 Pułk Strzelców Kresowych) przybył do Polski. Pułk stacjonował wówczas w Różanie i Aleksandrowie Łódzkim, a Antoni Berger służył przy jego dowództwie jako tłumacz języka francuskiego. Pod koniec czerwca tego roku znalazł się na froncie ukraińskim - przy sztabie XXIII Brygady Piechoty. Zdemobilizowany w dniu 20 stycznia 1920 roku i skierowany do prac plebiscytowych na Śląsku Cieszyńskim - był tłumaczem przy francuskim batalionie wchodzącym w skład sił rozjemczych .  
W dniu 18 sierpnia 1920 r. wrócił (w stopniu sierżanta podchorążego) do służby liniowej w Wojsku Polskim i otrzymał przydział do dowództwa (sztabu) 12 Dywizji Piechoty na stanowisko kierownika kancelarii. Na mocy dekretu Naczelnego Wodza Antoni Beger został mianowany z dniem 1 lipca 1921 roku podporucznikiem piechoty w rezerwie. W uznaniu zasług, jako były podchorąży Armii Polskiej we Francji, został odznaczony w dniu 27 września 1922 r. dekretem marszałka Józefa Piłsudskiego (dekret L. 14142/V/M. Adj. Gen.) Krzyżem Srebrnym Orderu Wojskowego Virtuti Militari nr 5670, za czyny męstwa okazane podczas walk u boku IV Armii włoskiej pod koniec października 1918 roku. 
Dekretem Naczelnika Państwa i Wodza Naczelnego z dnia 3 maja 1922 r. (dekret L. 19400/O.V.) został zweryfikowany w stopniu podporucznika, ze starszeństwem z dniem 1 czerwca 1919 roku i 299. lokatą w korpusie oficerów piechoty. Służbę pełnił wówczas ponownie na etacie 54 pułku piechoty, pozostając od września 1921 r. oficerem łącznikowym Batalionów Celnych przy starostwie w Borszczowie, a od marca 1923 r. służąc w Komendzie Batalionów Celnych w Tarnopolu. Następnie został awansowany do rangi porucznika, ze starszeństwem z dniem 1 listopada 1920 r. Od maja 1923 roku (po zlikwidowaniu Batalionów Celnych) znowu służył bezpośrednio w swej macierzystej jednostce (54 pp). W 1923 roku zajmował 7. lokatę wśród poruczników piechoty w swoim starszeństwie. W tym czasie odznaczony był już Krzyżem Walecznych. W 54 pułku piechoty z Tarnopola służył do połowy 1932 roku zajmując w 1924 r. – 5. lokatę wśród poruczników ze swojego starszeństwa, a w roku 1928 – 4. lokatę w swoim starszeństwie. W roku 1930 była to 641. lokata łączną wśród wszystkich poruczników korpusu piechoty (a jednocześnie 4. lokata w starszeństwie). Zajmował kolejno stanowiska dowódcy plutonu pionierów (wcześniej ukończył kurs pionierski w Przemyślu), oficera żywnościowego, dowódcy plutonu strzeleckiego i dowódcy kompanii strzeleckiej. We wrześniu 1930 roku rozpoczął służbę na stanowisku powiatowego komendanta Przysposobienia Wojskowego w Buczaczu.
Zarządzeniem Ministra Spraw Wojskowych – marszałka Józefa Piłsudskiego – ogłoszonym w dniu 3 sierpnia 1931 roku, został zatwierdzony, jako porucznik 54 pułku piechoty, na stanowisku komendanta powiatowego Przysposobienia Wojskowego w Buczaczu. Na podstawie zarządzenia Prezydenta Rzeczypospolitej Ignacego Mościckiego z dnia 17 grudnia 1931 r. (opublikowanego dzień później w Dzienniku Personalnym Ministerstwa Spraw Wojskowych) został awansowany do stopnia kapitana, ze starszeństwem z dniem 1 stycznia 1932 roku i 35. lokatą w korpusie oficerów piechoty. Antoni Berger był już w tym czasie odznaczony Medalem Niepodległości.
Rozkazem z dnia 18 maja 1932 r. kpt. Berger został przeniesiony (w korpusie oficerów piechoty) z 54 pułku piechoty do Korpusu Ochrony Pogranicza, co zostało ogłoszone w Dzienniku Personalnym Ministerstwa Spraw Wojskowych z dnia 9 grudnia 1932 roku. Ponownie został wówczas wyznaczony na stanowisko komendanta PW w Buczaczu, które zajmował do marca 1934 roku. Rozkazem Ministerstwa Spraw Wewnętrznych – Korpusu Ochrony Pogranicza Nr 22 z dnia 17 kwietnia 1934 r. potwierdzono przeniesienie kapitana Bergera do batalionu KOP „Iwieniec”. Kolejne lata służby kpt. Bergera w Korpusie Ochrony Pogranicza to, między innymi, czas dowodzenia kompanią graniczną „Raków” (czyli 4 kompanią graniczną batalionu KOP „Iwieniec”) i pełnienie funkcji adiutanta batalionu KOP „Iwieniec”. W dniu 3 maja 1935 roku dodatkowo przejął, po przeniesionym na stanowisko komendanta powiatowego PW w Dziśnie por. Andrzeju Krzaczkowskim, pluton gospodarczy batalionu „Iwieniec”. Z kolei w okresie od 4 do 11 października 1935 r. zastępował na stanowisku dowódcę tegoż batalionu. Podczas swej służby w KOP-ie zajmował na dzień 1 lipca 1933 r. – 1938. lokatę wśród wszystkich kapitanów piechoty (była to zarazem 33. lokata w swoim starszeństwie), a na dzień 5 czerwca 1935 r. – 1662. lokatę łączną pośród kapitanów korpusu piechoty (była to jednocześnie 32. lokata w starszeństwie). Z dniem 16 listopada 1935 roku odszedł do 14 pułku piechoty z Włocławka, po uprzednim zdaniu obowiązków adiutanta batalionu. Przeniesienie do włocławskiej jednostki nastąpiło na podstawie rozkazu Biura Personalnego Ministerstwa Spraw Wojskowych z dnia 30 października 1935 roku (sygn. L.2285/Tjn.II-3). Pod koniec listopada 1935 roku, na podstawie rozkazu dowództwa KOP, został wyróżniony odznaką pamiątkowa Korpusu Ochrony Pogranicza „Za Służbę Graniczną”.
W początkowym okresie swej służby w 14 pułku piechoty zajmował stanowisko dowódcy kompanii strzeleckiej (we wrześniu 1936 roku dowodził 1 kompanią strzelecką w I batalionie). Od maja 1937 roku piastował już stanowisko adiutanta pułku. W maju 1938 r. został wybrany członkiem komisji rewizyjnej Wojskowego Klubu Sportowego działającego przy 14 pp. Podczas akcji zajmowania Zaolzia włocławski pułk wystawił zbiorczy batalion, wchodzący w skład zbiorczej 4 Dywizji Piechoty (pod dowództwem płk. dypl. Mikołaja Bołtucia). Adiutant 14 pp – kpt. Antoni Berger – został wyróżniony za tę akcję (na czas jej trwania był on oddelegowany do Sztabu Głównego). Na rok 1939 kpt. Berger został zatwierdzony jako przewodniczący Sądu Honorowego 14 pułku piechoty. Na dzień 23 marca 1939 r. nadal piastował stanowisko adiutanta (szefa sztabu) 14 pułku piechoty, zajmując w tym czasie już 16. lokatę wśród kapitanów piechoty ze swojego starszeństwa. W roku 1939 odbył kurs taktyczno-strzelecki (czerwiec - lipiec) i kurs dowódców batalionów (lipiec - sierpień) w rembertowskim Centrum Wyszkolenia Piechoty .

## Kampania wrześniowa
Z chwilą wybuchu wojny (zgodnie z przydziałem mobilizacyjnym) objął stanowisko dowódcy kompanii przeciwpancernej 14 pp. Na jej czele uczestniczył w kampanii wrześniowej – podczas walk w korytarzu pomorskim i w bitwie nad Bzurą. W dniu 13 września (w trakcie starć pod miejscowością Sobota) przejął dowodzenie nad II batalionem 14 pp, którego dotychczasowy dowódca – mjr Jan Łobza – jako najstarszy rangą oficer objął dowództwo nad pułkiem. W toku ciężkich walk, wskutek przygniatającej przewagi wroga, pododdziały 14 pułku piechoty zostały zdziesiątkowane. W wytworzonym kotle bitewnym kapitan Berger został odłączony od resztek pułku. W dniu 18 września 1939 r. dostał się do niemieckiej niewoli, której pierwsze dwa tygodnie spędził w obozie w Łodzi. Następnie w bawarskich oflagach VII B Eichstätt i VII A Murnau. W niewoli ukończył kursy buchalterii i samochodowy. 

## Okres powojenny
Po zakończeniu wojny powrócił w dniu 1 września 1945 roku do Polski i 6 września tr. zarejestrował się w Rejonowej Komendzie Uzupełnień we Włocławku, gdzie uzyskał pozytywną opinię (dopuszczającą go do dalszej służby wojskowej). Następnie zamieszkał w Krakowie, gdzie przez wiele lat pracował w tamtejszej PSS „Społem". Był zasłużonym działaczem społecznym (uhonorowanym Złotą Odznaką „za Pracę Społeczną dla Miasta Krakowa”) i członkiem Związku Bojowników o Wolność i Demokrację. Zmarł po krótkiej i ciężkiej chorobie w dniu 21 listopada 1971 r. w Krakowie i spoczął na cmentarzu Rakowickim (kwatera: L, rząd: 7, miejsce: 6). Pozostając w stanie spoczynku został awansowany do stopnia podpułkownika. 

## Rodzina
Antoni Berger był żonaty z Marią z domu Frankiewicz (ur. 4 września 1908 w Wiktorowie, zm. 8  sierpnia 1975 w Krakowie), z którą miał dwie córki. Starszą z nich była Halina - lekarz medycyny (ur. 7 grudnia 1931 w Buczaczu, zm. 19 października 1957 w Krakowie). 

## Ordery i odznaczenia
- Krzyż Srebrny Orderu Wojskowego Virtuti Militari nr 5670 – 27 września 1922[29][6]
- Medal Niepodległości[14]
- Krzyż Walecznych[7]
- Srebrny Krzyż Zasługi[25]
- Medal Pamiątkowy za Wojnę 1918–1921[1]
- Medal Dziesięciolecia Odzyskanej Niepodległości[1]
- Srebrny Medal za Długoletnią Służbę[1]
- Brązowy Medal za Długoletnią Służbę[1]
- Odznaka pamiątkowa Korpusu Ochrony Pogranicza „Za Służbę Graniczną”[o]
- Medaglia istituita a ricordo della guerra MCMXV-MCMXVIII (Włochy)[30]